# Zhang Yuan
Zhang Yuan (xinès simplificat: 张 元) (Nanjing, 1963) és un director de cinema.
Amb la seva opera prima 妈妈 (Ma Ma) va iniciar la que s'anomena Sisena Generació del cinema xinès i se'l considera com un punt de partida del cinema independent del seu país.

## Biografia
Zhang Yuan va néixer a Donghai (Nanjing), província de Jiangsu (Xina) l'octubre de 1963. Es va graduar a l'Acadèmia de Cinema de Pequín.
El 1990 va completar la pel·lícula 妈妈 (Mom) de manera independent amb fons autofinançats, que va ser la primera pel·lícula independent de la Xina. Es va convertir en el primer treball d'un graduat de l'escola de cinema, i la pel·lícula es va prohibir tan bon punt es va acabar. Inicialment va començar el projecte amb la productora August First Film Studio, però després de les protestes de la Plaça de Tian'anmen, la productora estatal no es va atrevir a fer el rodatge i Zhou va inciar un procés totalment nou al país, buscar finançament privat entre amics i familiars.
Mom és una història sobre les lluites d’una jove mare soltera per criar el seu fill de sis anys amb discapacitat mental a costa de la seva felicitat personal. Entrellaçant un relat fictici (rodat en blanc i negre de 35 mm) i entrevistes documentals (rodades en vídeo en color), la pel·lícula busca un tipus de realisme diferent que sigui a la vegada una celebració de l’amor i la determinació de la mare i una acusació de la situació social i el rebuig contra els nens discapacitats i les seves famílies.
Després de pel·lícules aclamades per la crítica com "Beijing Bastards" (1992) - la primera sobre la generació de rock de la Xina - i "Palau de l'Est, Palau de l'Oest" (1996), Zhang va ser perseguit per les autoritats i quan el 1997 es preparava per anar al Festival de Cinema de Venècia per presentar el film li van confiscar el passaport i li van prohibir l'exhibició a la Xina.
Palau de l'Est, Palau de l'Oest, tracta sobre el tema de l'homosexcualitat : A la Xina no hi ha cap llei contra l’homosexualitat, però la persecució no necessita cap llei; els homosexuals són perseguits i sovint arrestats per "gamberrisme". A-Lan, un jove escriptor, es burla d'un policia, intenta mantenir el seu dret a la pròpia identitat sexual i el seu enamorament pel policia i revela la repressió general de la societat xinesa.
El conjunt de la filmografia de Zhang tracta temes controvertits com a 儿子 (Sons) sobre alcoholisme i la bogeria, 金星小姐 (Miss Jin Xing) història d'una ballarina, coreògrafa i empresària, però sobretot, la transexual més celebrada a la Xina, Jin Xing va ser home fins al 1996, quan va prendre la decisió transcendental de convertir-se en dona als 27 anys.
A finals de febrer de 1998, el Ministeri de Ràdio, Cinema i Televisió de la Xina va dictar una ordre per aixecar la prohibició, restablint la qualificació de Zhang Yuan per participar en la producció d’obres cinematogràfiques i televisives de les institucions estatals.
Durant molt temps les seves pel·lícules s'han distribuït per canals "underground" i han estat presentades en nombrosos festivals internacionals. També ha col·laborat amb productors occidentals com l'italià Marco Müller amb qui va produir 过年回家 (Seventeen Years) del 1999 i 看上去很美 (Little Red Flowers) del 2006.

## Filmografia destacada
| Any  | Títol anglès                                 | Títol xinès |
| 1990 | Ma Ma                                        | 妈妈        |
| 1993 | Beijing Bastards                             | 北京杂种    |
| 1994 | The Square                                   | 广场        |
| 1996 | Sons                                         | 儿子        |
| 1996 | Danish Girls Show Everything                 | 丹麦姑娘    |
| 1997 | East Palace, West Palace (*)                 | 东宫西宫    |
| 1998 | Demolition and Relocation                    | 钉子户      |
| 1999 | Crazy English                                | 疯狂英语    |
| 1999 | Seventeen Years                              | 过年回家    |
| 2000 | Miss Jin Xing                                | 金星小姐    |
| 2000 | Hainan Hainan                                | 海南，海南  |
| 2002 | I Love You                                   | 我爱你      |
| 2003 | Jiang Jie (a film of the opera Sister Jiang) | 江姐        |
| 2003 | Green Tea                                    | 绿茶        |
| 2006 | Little Red Flowers                           | 看上去很美  |
| 2008 | Dada's Dance                                 | 达达        |
| 2013 | Beijing Flickers                             | 有种        |